# ليندون ساندز
ليندون ساندز (بالإنجليزية: Lyndon Sands)‏ هو منافس ألعاب قوى باهاماسي، ولد في 6 فبراير 1964.

## وصلات خارجية
- ليندون ساندز على موقع الاتحاد الدولي لألعاب القوى (الإنجليزية)
- ليندون ساندز على موقع أوليمبيديا (الإنجليزية)